# 欅 (松型駆逐艦)
欅（けやき）は、大日本帝国海軍の駆逐艦。松型（丁型）駆逐隊の18番艦である。日本海軍の艦名としては2代目（初代は二等駆逐艦「楢型」5番艦「欅」）。丁型一等駆逐艦第5508号艦として横須賀海軍工廠で建造された。

## 艦歴
竣工後、「欅」は訓練部隊の第十一水雷戦隊（高間完少将）に編入。瀬戸内海に回航され訓練に従事する。3月1日付で同型鑑の「楢」とともに第一海上護衛隊の指揮下に入り、3月4日に門司を出発予定のヒ99船団の護衛に就く予定だったが、戦況の悪化により南方行き船団の運行は取り止められた。
3月15日付で新編成の第五十三駆逐隊に編入され、3月17日から3月26日の間は佐世保鎮守府部隊の指揮下に入った。4月6日以降、第五十三駆逐隊は第三十一戦隊（鶴岡信道少将・海兵43期）の指揮を受ける。5月25日からは大阪警備府部隊の指揮下に移り、神戸に回航された。
7月15日、第十一水雷戦隊の解隊により第五十三駆逐隊も解隊され、特殊警備艦となった。8月15日の終戦を無傷で迎えた。

### 終戦後
10月5日、除籍。特別輸送艦となり復員輸送に従事する。1946年（昭和21年）10月17日には、小笠原諸島に帰島する欧米系島民129名を父島まで輸送した。1947年（昭和22年）7月5日にアメリカへ賠償艦として横須賀港で引き渡され、10月29日に北緯34度44分 東経140度01分 / 北緯34.733度 東経140.017度の地点で標的艦として処分された。

## 歴代艦長
※『艦長たちの軍艦史』368-369頁による。

### 艤装員長
1. 余田四郎 少佐：1944年11月15日 -

### 駆逐艦長
1. 余田四郎 少佐：1944年12月15日 -